# 博多スターレーン
博多スターレーン（はかたスターレーン）は、福岡県福岡市博多区博多駅東一丁目18番33号にあったボウリング場。「スターレーン」のブランド名でボウリング場を全国展開する株式会社イースタンスポーツが運営していた。

## 概要

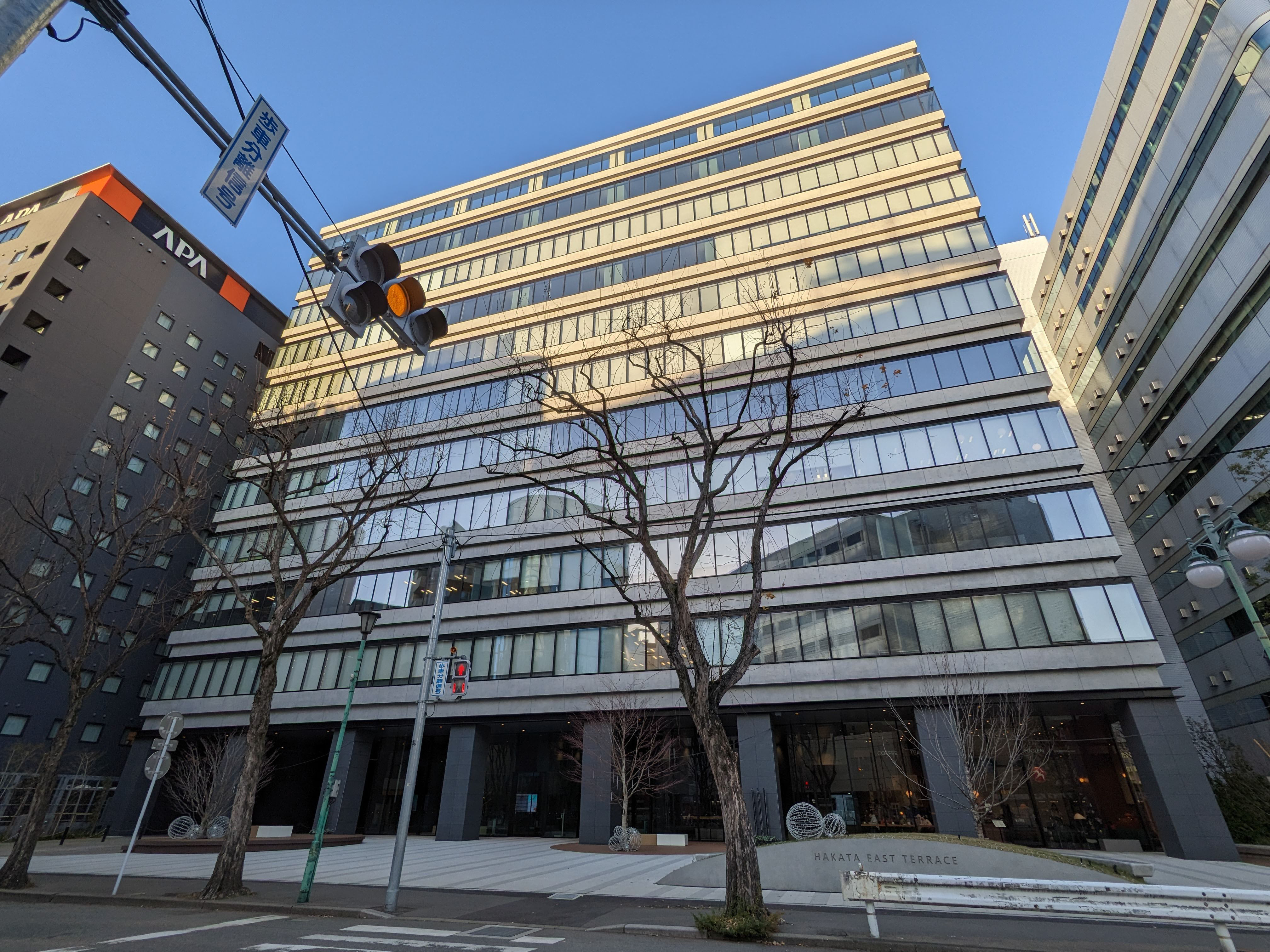
博多スターレーン跡地に建設された博多イーストテラス

1972年11月に開業した。84レーンを有するという、西日本最大級のボウリング場であった。JR博多駅筑紫口から徒歩4分と交通の便に優れていた。
ビル内にはアミューズメントスペースの他、イベントホールが併設されており、特にプロレスの興行が頻繁に行われていたことでも知られ、日本のプロレスにおける“西の聖地”とも呼ばれた。全日本プロレスを離脱した三沢光晴などのプロレスリング・ノア勢が全日本プロレスの興行に最後に出場した会場でもある。過去にはプロボクシング興行にも使用され、元世界チャンピオン越本隆志のデビュー戦もスターレーンのリングであった。
特徴としてビルの中にあるため天井が非常に低く、リング設置部分に関しては後に天井を刳り貫く工事が施工された。また、フロアレイアウトの変更も容易であった。
2015年7月の豪雨で近くの御笠川の氾濫により浸水被害を受けたものの、それ以外は大きな休業もなく営業が続けられて来たが、2019年1月22日、施設の老朽化により同年3月31日をもって施設を閉鎖することを公表、3月31日をもって閉館となった。最終日はイベントホールでの展示会がキャンセルとなったことを受けて大日本プロレス・東京女子プロレス・DDTプロレスリングがプロレス興業を急遽企画。大日本は同日夜の名古屋大会（DIAMOND HALL）と、DDTは昼の福島大会（伊達市保原体育館）との変則ダブルヘッダーを設定したほか、最初で最後の博多スターレーン登場となった東京女子プロレスにはアジャ・コングが同マット初出場を果たすなど「一日3団体3興業」を敢行して幕を閉じた。
閉館後建物は解体されており、跡地にはNTT都市開発と大成建設の共同事業「博多イーストテラス」が、2022年8月に完成した（当初は2022年6月の完成予定だった）。博多コネクティッド規制緩和第1号となり、博多駅周辺地区最大級の広場（公開空地）を有する地上10階建てのオフィスビルにになっており、ボウリング場は入居していない。

## 施設
- ボウリング：84レーン
- カラオケスペース
- レストラン（イタリアン、中華料理）
- 喫茶店
- 展示会場：大・小多数有り